# Puccinia albulensis
Puccinia albulensis ist eine Ständerpilzart aus der Ordnung der Rostpilze (Pucciniales). Der Pilz ist ein Endoparasit des Alpen-Ehrenpreis und anderen Ehrenpreisen. Symptome des Befalls durch die Art sind Rostflecken und Pusteln auf den Blattoberflächen der Wirtspflanzen. Sie ist in Europa und den USA verbreitet.

## Merkmale

### Makroskopische Merkmale
Puccinia albulensis ist mit bloßem Auge nur anhand der auf der Oberfläche des Wirtes hervortretenden Sporenlager zu erkennen. Sie wachsen in Nestern, die als gelbliche bis braune Flecken und Pusteln auf den Blattoberflächen erscheinen.

### Mikroskopische Merkmale
Das Myzel von Puccinia albulensis wächst wie bei allen Puccinia-Arten interzellulär und bildet Saugfäden, die in das Speichergewebe des Wirtes wachsen. Spermogonien und Aecien der Art sind nicht vorhanden. Gleiches gilt für Uredien des Pilzes. Die überwiegend auf den Blattunterseiten und Stängeln der Wirtspflanzen wachsenden Telien der Art sind zimtbraun und pulverig bis polsterförmig. Sie fließen zusammen und bedecken oft die gesamte Blattoberfläche. Die zimtbraunen Teliosporen sind zweizellig, in der Regel ellipsoid bis länglich, glatt bis runzlig und 26–46 × 11–18 µm groß. Ihre Stiele sind farblos und bis zu 40 µm lang.

## Verbreitung
Das bekannte Verbreitungsgebiet von Puccinia albulensis umfasst das nordisch-alpine Europa und die USA. Die Artbezeichnung albulensis verweist auf das Gebiet der Albula in Graubünden, einem Nebenfluss des Hinterrheins. Aus diesem Gebiet wurde die Art von Paul Wilhelm Magnus erstbeschrieben.

## Ökologie
Die Wirtspflanze von Puccinia albulensis ist Alpen-Ehrenpreis (Veronica alpina) in Europa. In den USA werden diverse Arten von der Ehrenpreise befallen. Der Pilz ernährt sich von den im Speichergewebe der Pflanzen vorhandenen Nährstoffen, seine Sporenlager brechen später durch die Blattoberfläche und setzen Sporen frei. Die Art verfügt über einen mikrozyklischen Entwicklungszyklus, der nur Telien umfasst und ohne Aecien, Spermogonien und Uredien auskommt.